# Interlands Kazachs voetbalelftal 2010-2019
Deze pagina toont een chronologisch en gedetailleerd overzicht van de interlands die het Kazachs voetbalelftal speelde in de periode 2010 – 2019.

## Interlands

### 2010
|                                                              |                        |       |            |                                                                                       |
| 3 maart Vriendschappelijk № 124 «onderlinge duels» 18:30 uur | Moldavië               | 1 – 0 | Kazachstan | Atatürk Stadion, Antalya Toeschouwers: 500 Scheidsrechter: Vladislav Bezborodov (RUS) |
| 3 maart Vriendschappelijk № 124 «onderlinge duels» 18:30 uur | Alexandru Epureanu 65' |       |            | Atatürk Stadion, Antalya Toeschouwers: 500 Scheidsrechter: Vladislav Bezborodov (RUS) |

|                                                                  |                                                                     |       |                 |                                                                                |
| 11 augustus Vriendschappelijk № 125 «onderlinge duels» 15:00 uur | Kazachstan                                                          | 3 – 1 | Oman            | Astana Arena, Astana Toeschouwers: 6.500 Scheidsrechter: Ravshan Irmatov (UZB) |
| 11 augustus Vriendschappelijk № 125 «onderlinge duels» 15:00 uur | Andrei Karpovich 20' Nurbol Zhumaskaliev 43' Hussein Ali 62' (e.d.) |       | 64' Hussein Ali | Astana Arena, Astana Toeschouwers: 6.500 Scheidsrechter: Ravshan Irmatov (UZB) |

|                                                                |            |                                                     |         |                                                                            |
| 3 september EK-kwalificatie № 126 «onderlinge duels» 17:00 uur | Kazachstan | 0 – 3                                               | Turkije | Astana Arena, Astana Toeschouwers: 15.800 Scheidsrechter: István Vad (HUN) |
| 3 september EK-kwalificatie № 126 «onderlinge duels» 17:00 uur |            | 24' Arda Turan 26' Hamit Altıntop 76' Nihat Kahveci |         | Astana Arena, Astana Toeschouwers: 15.800 Scheidsrechter: István Vad (HUN) |

|                                                                |                                      |       |            |                                                                                      |
| 7 september EK-kwalificatie № 127 «onderlinge duels» 19:30 uur | Oostenrijk                           | 2 – 0 | Kazachstan | Red Bull Arena, Salzburg Toeschouwers: 22.500 Scheidsrechter: Marijo Strahonja (CRO) |
| 7 september EK-kwalificatie № 127 «onderlinge duels» 19:30 uur | Roland Linz 90+1' Erwin Hoffer 90+2' |       |            | Red Bull Arena, Salzburg Toeschouwers: 22.500 Scheidsrechter: Marijo Strahonja (CRO) |

|                                                              |            |                                         |        |                                                                              |
| 8 oktober EK-kwalificatie № 128 «onderlinge duels» 17:00 uur | Kazachstan | 0 – 2                                   | België | Astana Arena, Astana Toeschouwers: 8.500 Scheidsrechter: Marcin Borski (POL) |
| 8 oktober EK-kwalificatie № 128 «onderlinge duels» 17:00 uur |            | 52' Marvin Ogunjimi 70' Marvin Ogunjimi |        | Astana Arena, Astana Toeschouwers: 8.500 Scheidsrechter: Marcin Borski (POL) |

|                                                               |            |                                                       |           |                                                                                 |
| 12 oktober EK-kwalificatie № 129 «onderlinge duels» 18:00 uur | Kazachstan | 0 – 3                                                 | Duitsland | Astana Arena, Astana Toeschouwers: 20.000 Scheidsrechter: Alexandru Tudor (ROM) |
| 12 oktober EK-kwalificatie № 129 «onderlinge duels» 18:00 uur |            | 48' Miroslav Klose 76' Mario Gómez 85' Lukas Podolski |           | Astana Arena, Astana Toeschouwers: 20.000 Scheidsrechter: Alexandru Tudor (ROM) |

### 2011
|                                                                 |                            |       |                      |                                                                                     |
| 9 februari Vriendschappelijk № 130 «onderlinge duels» 15:00 uur | Wit-Rusland                | 1 – 1 | Kazachstan           | Atatürk Stadion, Antalya Toeschouwers: 1.500 Scheidsrechter: Veaceslav Banari (MDA) |
| 9 februari Vriendschappelijk № 130 «onderlinge duels» 15:00 uur | Aljaksandr Hleb 45' (pen.) |       | 88' Sergej Ostapenko | Atatürk Stadion, Antalya Toeschouwers: 1.500 Scheidsrechter: Veaceslav Banari (MDA) |

|                                                             |                                                                          |       |            | |
| 26 maart EK-kwalificatie № 131 «onderlinge duels» 20:00 uur | Duitsland                                                                | 4 – 0 | Kazachstan | Fritz-Walter-Stadion, Kaiserslautern Toeschouwers: 47.984 Scheidsrechter: Aleksandar Stavrev (MKD) |
| 26 maart EK-kwalificatie № 131 «onderlinge duels» 20:00 uur | Miroslav Klose 3' Thomas Müller 25' Thomas Müller 43' Miroslav Klose 88' |       |            | Fritz-Walter-Stadion, Kaiserslautern Toeschouwers: 47.984 Scheidsrechter: Aleksandar Stavrev (MKD) |

|                                                           |                                     |       |                   |                                                                            |
| 3 juni EK-kwalificatie № 132 «onderlinge duels» 14:00 uur | Kazachstan                          | 2 – 1 | Azerbeidzjan      | Astana Arena, Astana Toeschouwers: 6.500 Scheidsrechter: Euan Norris (SCO) |
| 3 juni EK-kwalificatie № 132 «onderlinge duels» 14:00 uur | Sergey Gridin 57' Sergey Gridin 68' |       | 63' Vüqar Nadirov | Astana Arena, Astana Toeschouwers: 6.500 Scheidsrechter: Euan Norris (SCO) |

|                                                                  |                     |       |                  |                                                                             |
| 10 augustus Vriendschappelijk № 133 «onderlinge duels» 15:00 uur | Kazachstan          | 1 – 1 | Syrië            | Astana Arena, Astana Toeschouwers: 13.500 Scheidsrechter: Igor Egorov (RUS) |
| 10 augustus Vriendschappelijk № 133 «onderlinge duels» 15:00 uur | Zhambyl Kukeyev 70' |       | 63' Nadim Sabagh | Astana Arena, Astana Toeschouwers: 13.500 Scheidsrechter: Igor Egorov (RUS) |

|                                                                |                                 |       |                    |                                                                                             |
| 2 september EK-kwalificatie № 134 «onderlinge duels» 19:00 uur | Turkije                         | 2 – 1 | Kazachstan         | Şükrü Saracoğlustadion, Istanboel Toeschouwers: 40.000 Scheidsrechter: Clément Turpin (FRA) |
| 2 september EK-kwalificatie № 134 «onderlinge duels» 19:00 uur | Burak Yılmaz 31' Arda Turan 90' |       | 55' Ulan Konysbaev | Şükrü Saracoğlustadion, Istanboel Toeschouwers: 40.000 Scheidsrechter: Clément Turpin (FRA) |

|                                                                |                                                             |       |                                             |                                                                                            |
| 6 september EK-kwalificatie № 135 «onderlinge duels» 16:00 uur | Azerbeidzjan                                                | 3 – 2 | Kazachstan                                  | Tofikh Bakhramovstadion, Bakoe Toeschouwers: 12.000 Scheidsrechter: Anders Hermansen (DEN) |
| 6 september EK-kwalificatie № 135 «onderlinge duels» 16:00 uur | Rauf Aliyev 53' Mahir Shukurov 62' (pen.) Vagif Javadov 67' |       | 20' Sergej Ostapenko 77' Vitaliy Evstigneev | Tofikh Bakhramovstadion, Bakoe Toeschouwers: 12.000 Scheidsrechter: Anders Hermansen (DEN) |

|                                                              |                                                                                 |       |                               |                                                                                           |
| 7 oktober EK-kwalificatie № 136 «onderlinge duels» 19:45 uur | België                                                                          | 4 – 1 | Kazachstan                    | Koning Boudewijnstadion, Brussel Toeschouwers: 28.000 Scheidsrechter: Milorad Mažić (SRB) |
| 7 oktober EK-kwalificatie № 136 «onderlinge duels» 19:45 uur | Timmy Simons 40' (pen.) Eden Hazard 43' Vincent Kompany 49' Marvin Ogunjimi 84' |       | 86' (pen.) Kayrat Nurdauletov | Koning Boudewijnstadion, Brussel Toeschouwers: 28.000 Scheidsrechter: Milorad Mažić (SRB) |

|                                                               |            |       |            |                                                                               |
| 11 oktober EK-kwalificatie № 137 «onderlinge duels» 17:00 uur | Kazachstan | 0 – 0 | Oostenrijk | Astana Arena, Astana Toeschouwers: 22.000 Scheidsrechter: Hannes Kaasik (EST) |
| 11 oktober EK-kwalificatie № 137 «onderlinge duels» 17:00 uur |            |       |            | Astana Arena, Astana Toeschouwers: 22.000 Scheidsrechter: Hannes Kaasik (EST) |

### 2012
|                                                                  |         |       |            |                                                                                   |
| 29 februari Vriendschappelijk № 138 «onderlinge duels» 13:30 uur | Letland | 0 – 0 | Kazachstan | Atatürk Stadion, Antalya Toeschouwers: 500 Scheidsrechter: Veaceslav Banari (MDA) |
| 29 februari Vriendschappelijk № 138 «onderlinge duels» 13:30 uur |         |       |            | Atatürk Stadion, Antalya Toeschouwers: 500 Scheidsrechter: Veaceslav Banari (MDA) |

|                                                             | |       |                                            |                                                                                      |
| 1 juni Vriendschappelijk № 139 «onderlinge duels» 15:00 uur | Kazachstan | 5 – 2 | Kirgizië                                   | Centraal Stadion, Almaty Toeschouwers: 14.000 Scheidsrechter: Olim Talibzhanov (UZB) |
| 1 juni Vriendschappelijk № 139 «onderlinge duels» 15:00 uur | Kairat Nurdauletov 4' Daurenbek Tazhimbetov 13' Daurenbek Tazhimbetov 32' Kairat Nurdauletov 57' (pen.) Daurenbek Tazhimbetov 90' |       | 27' Azamat Baimatov 13' Kaiumzhan Sharipov | Centraal Stadion, Almaty Toeschouwers: 14.000 Scheidsrechter: Olim Talibzhanov (UZB) |

|                                                             |                                                              |       |            | |
| 5 juni Vriendschappelijk № 139 «onderlinge duels» 18:00 uur | Armenië                                                      | 3 – 0 | Kazachstan | Republikeins Stadion Vazgen Sargsian, Jerevan Toeschouwers: 7.500 Scheidsrechter: Alon Yefet (ISR) |
| 5 juni Vriendschappelijk № 139 «onderlinge duels» 18:00 uur | Gevorg Ghazaryan 6' Gevorg Ghazaryan 37' Joera Movsisjan 41' |       |            | Republikeins Stadion Vazgen Sargsian, Jerevan Toeschouwers: 7.500 Scheidsrechter: Alon Yefet (ISR) |

|                                                                        |                        |       |                                        |                                                                              |
| 7 september WK-kwalificatie Groep C № 140 «onderlinge duels» 18:00 uur | Kazachstan             | 1 – 2 | Ierland                                | Astana Arena, Astana Toeschouwers: 12.384 Scheidsrechter: Marius Avram (ROM) |
| 7 september WK-kwalificatie Groep C № 140 «onderlinge duels» 18:00 uur | Kailat Nurdauletov 37' |       | 89' (pen) Robbie Keane 90' Kevin Doyle | Astana Arena, Astana Toeschouwers: 12.384 Scheidsrechter: Marius Avram (ROM) |

|                                                                         |                                  |       |            |                                                                                 |
| 11 september WK-kwalificatie Groep C № 141 «onderlinge duels» 20:30 uur | Zweden                           | 2 – 0 | Kazachstan | Swedbankstadion, Malmö Toeschouwers: 20.414 Scheidsrechter: Sergiej Bojko (UKR) |
| 11 september WK-kwalificatie Groep C № 141 «onderlinge duels» 20:30 uur | Rasmus Elm 37' Marcus Berg 90+4' |       |            | Swedbankstadion, Malmö Toeschouwers: 20.414 Scheidsrechter: Sergiej Bojko (UKR) |

|                                                                       |            |       |            |                                                                              |
| 12 oktober WK-kwalificatie Groep C № 142 «onderlinge duels» 18:00 uur | Kazachstan | 0 – 0 | Oostenrijk | Astana Arena, Astana Toeschouwers: 11.000 Scheidsrechter: Tamás Bognár (HUN) |
| 12 oktober WK-kwalificatie Groep C № 142 «onderlinge duels» 18:00 uur |            |       |            | Astana Arena, Astana Toeschouwers: 11.000 Scheidsrechter: Tamás Bognár (HUN) |

|                                                                       |                                                                   |       |            |                                                                                    |
| 16 oktober WK-kwalificatie Groep C № 143 «onderlinge duels» 20:00 uur | Oostenrijk                                                        | 4 – 0 | Kazachstan | Ernst Happelstadion, Wenen Toeschouwers: 40.000 Scheidsrechter: Jakob Kehlet (DEN) |
| 16 oktober WK-kwalificatie Groep C № 143 «onderlinge duels» 20:00 uur | Marc Janko 24' Marc Janko 63' David Alaba 71' Martin Harnik 90+3' |       |            | Ernst Happelstadion, Wenen Toeschouwers: 40.000 Scheidsrechter: Jakob Kehlet (DEN) |

### 2013
|                                                              |                                                                      |       |                    |                                                                                      |
| 3 maart Vriendschappelijk № 143 «onderlinge duels» 18:30 uur | Kazachstan                                                           | 3 – 1 | Moldavië           | Mardan Spor Kompleksi, Antalya Toeschouwers: 100 Scheidsrechter: Hüseyin Göçek (TUR) |
| 3 maart Vriendschappelijk № 143 «onderlinge duels» 18:30 uur | Viktor Dmitrenko 33' Baurzhan Dzholchiev 59' Baurzhan Dzholchiev 90' |       | 86' Anatolie Doroş | Mardan Spor Kompleksi, Antalya Toeschouwers: 100 Scheidsrechter: Hüseyin Göçek (TUR) |

|                                                                     |            |                                                              |           |                                                                                  |
| 22 maart WK-kwalificatie Groep C № 144 «onderlinge duels» 17:00 uur | Kazachstan | 0 – 3                                                        | Duitsland | Astana Arena, Astana Toeschouwers: 29.400 Scheidsrechter: Anastasios Kakos (GRE) |
| 22 maart WK-kwalificatie Groep C № 144 «onderlinge duels» 17:00 uur |            | 20' Bastian Schweinsteiger 22' Mario Götze 74' Thomas Müller |           | Astana Arena, Astana Toeschouwers: 29.400 Scheidsrechter: Anastasios Kakos (GRE) |

|                                                                     |                                                                  |       |                         |                                                                                     |
| 26 maart WK-kwalificatie Groep C № 145 «onderlinge duels» 17:00 uur | Duitsland                                                        | 4 – 1 | Kazachstan              | Frankenstadion, Neurenberg Toeschouwers: 43.500 Scheidsrechter: Halis Özkahya (TUR) |
| 26 maart WK-kwalificatie Groep C № 145 «onderlinge duels» 17:00 uur | Marco Reus 23' Mario Götze 27' İlkay Gündoğan 31' Marco Reus 90' |       | 46' Heinrich Schmidtgal | Frankenstadion, Neurenberg Toeschouwers: 43.500 Scheidsrechter: Halis Özkahya (TUR) |

|                                                             |                    |       |                                  |                                                                                   |
| 4 juni Vriendschappelijk № 146 «onderlinge duels» 19:00 uur | Kazachstan         | 1 – 2 | Bulgarije                        | Centraal Stadion, Almaty Toeschouwers: 15.200 Scheidsrechter: Aliyar Ağayev (AZE) |
| 4 juni Vriendschappelijk № 146 «onderlinge duels» 19:00 uur | Dmitriy Shomko 89' |       | 55' Georgi Iliev 60' Ivan Ivanov | Centraal Stadion, Almaty Toeschouwers: 15.200 Scheidsrechter: Aliyar Ağayev (AZE) |

|                                                                  |                           |       |         |                                                                                    |
| 14 augustus Vriendschappelijk № 147 «onderlinge duels» 19:00 uur | Kazachstan                | 1 – 0 | Georgië | Astana Arena, Astana Toeschouwers: 13.500 Scheidsrechter: Siarhei Tsynkevich (BLR) |
| 14 augustus Vriendschappelijk № 147 «onderlinge duels» 19:00 uur | Sergej Chizjnitsjenko 17' |       |         | Astana Arena, Astana Toeschouwers: 13.500 Scheidsrechter: Siarhei Tsynkevich (BLR) |

|                                                                        |                                                       |       |                       |                                                                                |
| 6 september WK-kwalificatie Groep C № 148 «onderlinge duels» 17:00 uur | Kazachstan                                            | 2 – 1 | Faeröer               | Astana Arena, Astana Toeschouwers: 7.000 Scheidsrechter: Johnny Casanova (SMR) |
| 6 september WK-kwalificatie Groep C № 148 «onderlinge duels» 17:00 uur | Nurbol Zhumaskaliev 50' (pen.) Andrey Finonchenko 64' |       | 23' Fróði Benjaminsen | Astana Arena, Astana Toeschouwers: 7.000 Scheidsrechter: Johnny Casanova (SMR) |

|                                                                         |            |                       |        |                                                                                  |
| 10 september WK-kwalificatie Groep C № 149 «onderlinge duels» 17:00 uur | Kazachstan | 0 – 1                 | Zweden | Astana Arena, Astana Toeschouwers: 20.000 Scheidsrechter: Miroslav Zelinka (CZE) |
| 10 september WK-kwalificatie Groep C № 149 «onderlinge duels» 17:00 uur |            | 1' Zlatan Ibrahimović |        | Astana Arena, Astana Toeschouwers: 20.000 Scheidsrechter: Miroslav Zelinka (CZE) |

|                                                                       |                    |       |                        |                                                                                |
| 11 oktober WK-kwalificatie Groep C № 150 «onderlinge duels» 19:00 uur | Faeröer            | 1 – 1 | Kazachstan             | Tórsvøllur, Tórshavn Toeschouwers: 1.870 Scheidsrechter: Dumitru Muntean (MDA) |
| 11 oktober WK-kwalificatie Groep C № 150 «onderlinge duels» 19:00 uur | Hallur Hansson 41' |       | 55' Andrey Finonchenko | Tórsvøllur, Tórshavn Toeschouwers: 1.870 Scheidsrechter: Dumitru Muntean (MDA) |

|                                                     |                                                                   |       |                    |                                                                                     |
| 15 oktober WK-kwalificatie № 151 «onderlinge duels» | Ierland                                                           | 3 – 1 | Kazachstan         | Avivastadion, Dublin Toeschouwers: 21.700 Scheidsrechter: Vadims Direktorenko (LAT) |
| 15 oktober WK-kwalificatie № 151 «onderlinge duels» | Robbie Keane 17' (pen.) John O'Shea 26' Dmitriy Shomko 78' (e.d.) |       | 13' Dmitriy Shomko | Avivastadion, Dublin Toeschouwers: 21.700 Scheidsrechter: Vadims Direktorenko (LAT) |

### 2014
|                                                    |                          |       |                     |                                                                                       |
| 5 maart Vriendschappelijk № 152 «onderlinge duels» | Kazachstan               | 1 – 1 | Litouwen            | Mardan Spor Kompleksi, Antalya Toeschouwers: 550 Scheidsrechter: Michail Vilkov (RUS) |
| 5 maart Vriendschappelijk № 152 «onderlinge duels» | Nurbol Zhumaskaliyev 68' |       | 4' Gediminas Vičius | Mardan Spor Kompleksi, Antalya Toeschouwers: 550 Scheidsrechter: Michail Vilkov (RUS) |

|                                                             |                                                                  |       |            |                                                                                              |
| 7 juni Vriendschappelijk № 153 «onderlinge duels» 20:30 uur | Hongarije                                                        | 3 – 0 | Kazachstan | Ferenc Puskásstadion, Boedapest Toeschouwers: 10.000 Scheidsrechter: Alexandre Boucaut (BEL) |
| 7 juni Vriendschappelijk № 153 «onderlinge duels» 20:30 uur | Tamás Priskin 26' Roland Varga 63' Konstantin Engel 90+1' (e.d.) |       |            | Ferenc Puskásstadion, Boedapest Toeschouwers: 10.000 Scheidsrechter: Alexandre Boucaut (BEL) |

|                                                        |                                             |       |                        |                                                                                      |
| 12 augustus Vriendschappelijk № 154 «onderlinge duels» | Kazachstan                                  | 2 – 1 | Tadzjikistan           | Centraal Stadion, Almaty Toeschouwers: 7.000 Scheidsrechter: Dmitri Mashentsev (KIR) |
| 12 augustus Vriendschappelijk № 154 «onderlinge duels» | Bauyrzhan Islamkhan 36' Ulan Konysbayev 63' |       | 57' Siyovakhsh Asrorov | Centraal Stadion, Almaty Toeschouwers: 7.000 Scheidsrechter: Dmitri Mashentsev (KIR) |

|                                                        | |       |                            |                                                                                   |
| 5 september Vriendschappelijk № 155 «onderlinge duels» | Kazachstan | 7 – 1 | Kirgizië                   | Astana Arena, Astana Toeschouwers: 5.000 Scheidsrechter: Siarhei Tsynkevich (BLR) |
| 5 september Vriendschappelijk № 155 «onderlinge duels» | Sergej Chizjnitsjenko 27' Tanat Nuserbaev 36' Sergej Chizjnitsjenko 42' Bauyrzhan Islamkhan 55' Bauyrzhan Islamkhan 70' Ulan Konysbayev 82' Azat Nurgalijev 88' |       | 72' Kayrat Zhyrgalbek Uulu | Astana Arena, Astana Toeschouwers: 5.000 Scheidsrechter: Siarhei Tsynkevich (BLR) |

|                                                                |            |       |         |                                                                               |
| 9 september EK-kwalificatie № 156 «onderlinge duels» 18:00 uur | Kazachstan | 0 – 0 | Letland | Astana Arena, Astana Toeschouwers: 15.000 Scheidsrechter: Ivan Kružliak (SVK) |
| 9 september EK-kwalificatie № 156 «onderlinge duels» 18:00 uur |            |       |         | Astana Arena, Astana Toeschouwers: 15.000 Scheidsrechter: Ivan Kružliak (SVK) |

|                                                               |                                                                         |       |                   |                                                                                 |
| 10 oktober EK-kwalificatie № 157 «onderlinge duels» 20:45 uur | Nederland                                                               | 3 – 1 | Kazachstan        | Amsterdam ArenA, Amsterdam Toeschouwers: 45.000 Scheidsrechter: Matej Jug (SLO) |
| 10 oktober EK-kwalificatie № 157 «onderlinge duels» 20:45 uur | Klaas-Jan Huntelaar 62' Ibrahim Afellay 82' Robin van Persie 89' (pen.) |       | 17' Rinat Abdulin | Amsterdam ArenA, Amsterdam Toeschouwers: 45.000 Scheidsrechter: Matej Jug (SLO) |

|                                                               |                                             |       |                                                                       |                                                                                    |
| 13 oktober EK-kwalificatie № 158 «onderlinge duels» 18:00 uur | Kazachstan                                  | 2 – 4 | Tsjechië                                                              | Astana Arena, Astana Toeschouwers: 12.752 Scheidsrechter: Mattias Gestranius (FIN) |
| 13 oktober EK-kwalificatie № 158 «onderlinge duels» 18:00 uur | Yuriy Logvinenko 84' Yuriy Logvinenko 90+1' |       | 13' Bořek Dočkal 44' David Lafata 56' Ladislav Krejčí 88' Tomáš Necid | Astana Arena, Astana Toeschouwers: 12.752 Scheidsrechter: Mattias Gestranius (FIN) |

|                                                                |                                                          |       |                         |                                                                                         |
| 16 november EK-kwalificatie № 159 «onderlinge duels» 18:00 uur | Turkije                                                  | 3 – 1 | Kazachstan              | Türk Telekom Arena, Istanboel Toeschouwers: 27.547 Scheidsrechter: Aleksej Jeskov (RUS) |
| 16 november EK-kwalificatie № 159 «onderlinge duels» 18:00 uur | Burak Yılmaz 26' (pen.) Burak Yılmaz 29' Serdar Aziz 83' |       | 87' (pen.) Samat Smakov | Türk Telekom Arena, Istanboel Toeschouwers: 27.547 Scheidsrechter: Aleksej Jeskov (RUS) |

### 2015
|                                                        |                       |       |                      |                                                                                          |
| 18 februari Vriendschappelijk № 160 «onderlinge duels» | Kazachstan            | 1 – 1 | Moldavië             | Mardan Spor Kompleksi, Antalya Toeschouwers: 510 Scheidsrechter: Aleksej Nikolajev (RUS) |
| 18 februari Vriendschappelijk № 160 «onderlinge duels» | Aleksey Shchetkin 48' |       | 54' Alexandru Gaţcan | Mardan Spor Kompleksi, Antalya Toeschouwers: 510 Scheidsrechter: Aleksej Nikolajev (RUS) |

|                                                             |            |                                                                  |         |                                                                                         |
| 28 maart EK-kwalificatie № 161 «onderlinge duels» 16:00 uur | Kazachstan | 0 – 3                                                            | IJsland | Astana Arena, Astana Toeschouwers: 13.182 Scheidsrechter: Anastasios Sidiropoulos (GRE) |
| 28 maart EK-kwalificatie № 161 «onderlinge duels» 16:00 uur |            | 20' Eiður Guðjohnsen 32' Birkir Bjarnason 90+1' Birkir Bjarnason |         | Astana Arena, Astana Toeschouwers: 13.182 Scheidsrechter: Anastasios Sidiropoulos (GRE) |

|                                                     |         |       |            |                                                                                  |
| 31 maart Vriendschappelijk № 162 «onderlinge duels» | Rusland | 0 – 0 | Kazachstan | Arena Chimki, Chimki Toeschouwers: 6.000 Scheidsrechter: Aleksej Koelbakov (BLR) |
| 31 maart Vriendschappelijk № 162 «onderlinge duels» |         |       |            | Arena Chimki, Chimki Toeschouwers: 6.000 Scheidsrechter: Aleksej Koelbakov (BLR) |

|                                                   |            |       |              |                                                                                    |
| 12 mei Vriendschappelijk № 163 «onderlinge duels» | Kazachstan | 0 – 0 | Burkina Faso | Centraal Stadion, Almaty Toeschouwers: 4.000 Scheidsrechter: Ravshan Irmatov (UZB) |
| 12 mei Vriendschappelijk № 163 «onderlinge duels» |            |       |              | Centraal Stadion, Almaty Toeschouwers: 4.000 Scheidsrechter: Ravshan Irmatov (UZB) |

|                                                            |            |                |         |                                                                                    |
| 12 juni EK-kwalificatie № 164 «onderlinge duels» 18:00 uur | Kazachstan | 0 – 1          | Turkije | Centraal Stadion, Almaty Toeschouwers: 17.000 Scheidsrechter: Michael Oliver (ENG) |
| 12 juni EK-kwalificatie № 164 «onderlinge duels» 18:00 uur |            | 83' Arda Turan |         | Centraal Stadion, Almaty Toeschouwers: 17.000 Scheidsrechter: Michael Oliver (ENG) |

|                                                                |                                 |       |                      |                                                                                             |
| 3 september EK-kwalificatie № 165 «onderlinge duels» 20:45 uur | Tsjechië                        | 2 – 1 | Kazachstan           | Stadion města Plzně, Pilsen Toeschouwers: 10.572 Scheidsrechter: Martin Strömbergsson (SWE) |
| 3 september EK-kwalificatie № 165 «onderlinge duels» 20:45 uur | Milan Škoda 74' Milan Škoda 86' |       | 21' Yuriy Logvinenko | Stadion města Plzně, Pilsen Toeschouwers: 10.572 Scheidsrechter: Martin Strömbergsson (SWE) |

|                                                                |         |       |            |                                                                                        |
| 6 september EK-kwalificatie № 166 «onderlinge duels» 20:45 uur | IJsland | 0 – 0 | Kazachstan | Laugardalsvöllur, Reykjavik Toeschouwers: 9.800 Scheidsrechter: Jevhen Aranovsky (UKR) |
| 6 september EK-kwalificatie № 166 «onderlinge duels» 20:45 uur |         |       |            | Laugardalsvöllur, Reykjavik Toeschouwers: 9.800 Scheidsrechter: Jevhen Aranovsky (UKR) |

|                                                               |                     |       |                                             |                                                                                |
| 10 oktober EK-kwalificatie № 167 «onderlinge duels» 18:00 uur | Kazachstan          | 1 – 2 | Nederland                                   | Astana Arena, Astana Toeschouwers: 20.716 Scheidsrechter: Clément Turpin (FRA) |
| 10 oktober EK-kwalificatie № 167 «onderlinge duels» 18:00 uur | Islambek Kuat 90+5' |       | 33' Georginio Wijnaldum 55' Wesley Sneijder | Astana Arena, Astana Toeschouwers: 20.716 Scheidsrechter: Clément Turpin (FRA) |

|                                                               |         |                   |            |                                                                             |
| 13 oktober EK-kwalificatie № 168 «onderlinge duels» 20:45 uur | Letland | 0 – 1             | Kazachstan | Skontostadion, Riga Toeschouwers: 7.027 Scheidsrechter: Steven McLean (SCO) |
| 13 oktober EK-kwalificatie № 168 «onderlinge duels» 20:45 uur |         | 65' Islambek Kuat |            | Skontostadion, Riga Toeschouwers: 7.027 Scheidsrechter: Steven McLean (SCO) |

### 2016
|                                                     |              |                     |            |                                                                |
| 26 maart Vriendschappelijk № 169 «onderlinge duels» | Azerbeidzjan | 0 – 1               | Kazachstan | Gloria Sports Arena, Belek Scheidsrechter: Ali Palabıyık (TUR) |
| 26 maart Vriendschappelijk № 169 «onderlinge duels» |              | 8' Maksat Bayzhanov |            | Gloria Sports Arena, Belek Scheidsrechter: Ali Palabıyık (TUR) |

|                                                     |                         |       |                     |                                                                                            |
| 29 maart Vriendschappelijk № 170 «onderlinge duels» | Georgië                 | 1 – 1 | Kazachstan          | Boris Paitsjadzestadion, Tbilisi Toeschouwers: 15.000 Scheidsrechter: Clayton Pisani (MLT) |
| 29 maart Vriendschappelijk № 170 «onderlinge duels» | Tornike Okriasjvili 38' |       | 35' Azat Nurgalijev | Boris Paitsjadzestadion, Tbilisi Toeschouwers: 15.000 Scheidsrechter: Clayton Pisani (MLT) |

|                                                   |       |                     |            |                                                                              |
| 7 juni Vriendschappelijk № 171 «onderlinge duels» | China | 0 – 1               | Kazachstan | Dalianstadion, Dalian Toeschouwers: 30.005 Scheidsrechter: Chris Beath (AUS) |
| 7 juni Vriendschappelijk № 171 «onderlinge duels» |       | 67' Azat Nurgalijev |            | Dalianstadion, Dalian Toeschouwers: 30.005 Scheidsrechter: Chris Beath (AUS) |

|                                                        |          |       |            |                                                                                               |
| 30 augustus Vriendschappelijk № 172 «onderlinge duels» | Kirgizië | 2 – 0 | Kazachstan | Dolen Omurzakovstadion, Bisjkek Toeschouwers: 12.000 Scheidsrechter: Çarymyrat Kurbanov (TKM) |
| 30 augustus Vriendschappelijk № 172 «onderlinge duels» |          |       |            | Dolen Omurzakovstadion, Bisjkek Toeschouwers: 12.000 Scheidsrechter: Çarymyrat Kurbanov (TKM) |

|                                                                             |                                                     |       |                                                   |                                                                                  |
| 4 september Kwalificatie WK 2018 Groep E № 173 «onderlinge duels» 18:00 uur | Kazachstan                                          | 2 – 2 | Polen                                             | Astana Arena, Astana Toeschouwers: 19.905 Scheidsrechter: Serdar Gözübüyük (NED) |
| 4 september Kwalificatie WK 2018 Groep E № 173 «onderlinge duels» 18:00 uur | Sergej Chizjnitsjenko 51' Sergej Chizjnitsjenko 58' |       | 9' Bartosz Kapustka 35' (pen.) Robert Lewandowski | Astana Arena, Astana Toeschouwers: 19.905 Scheidsrechter: Serdar Gözübüyük (NED) |

|                                                                           |                                                                                               |       |            |                                                                                              |
| 8 oktober Kwalificatie WK 2018 Groep E № 174 «onderlinge duels» 18:00 uur | Montenegro                                                                                    | 5 – 0 | Kazachstan | Pod Goricomstadion, Podgorica Toeschouwers: 9.000 Scheidsrechter: Robert Schörgenhofer (AUT) |
| 8 oktober Kwalificatie WK 2018 Groep E № 174 «onderlinge duels» 18:00 uur | Žarko Tomašević 24' Nikola Vukčević 59' Stevan Jovetić 64' Fatos Bećiraj 73' Stefan Savić 78' |       |            | Pod Goricomstadion, Podgorica Toeschouwers: 9.000 Scheidsrechter: Robert Schörgenhofer (AUT) |

|                                                                            |            |       |          |                                                                                 |
| 11 oktober Kwalificatie WK 2018 Groep E № 175 «onderlinge duels» 18:00 uur | Kazachstan | 0 – 0 | Roemenië | Astana Arena, Astana Toeschouwers: 12.300 Scheidsrechter: Manuel de Sousa (POR) |
| 11 oktober Kwalificatie WK 2018 Groep E № 175 «onderlinge duels» 18:00 uur |            |       |          | Astana Arena, Astana Toeschouwers: 12.300 Scheidsrechter: Manuel de Sousa (POR) |

|                                                                             |                                                                                               |       |                          |                                                                          |
| 11 november Kwalificatie WK 2018 Groep E № 176 «onderlinge duels» 20:45 uur | Denemarken                                                                                    | 4 – 1 | Kazachstan               | Parken, Kopenhagen Toeschouwers: 18.901 Scheidsrechter: Alon Yefet (ISR) |
| 11 november Kwalificatie WK 2018 Groep E № 176 «onderlinge duels» 20:45 uur | Andreas Cornelius 20' Christian Eriksen 36' (pen.) Peter Ankersen 47' Christian Eriksen 90+2' |       | 17' Gafurzhan Suyumbayev | Parken, Kopenhagen Toeschouwers: 18.901 Scheidsrechter: Alon Yefet (ISR) |

### 2017
|                                                               |                                                                 |       |                     |                                                                                            |
| 22 maart Vriendschappelijk № 177 «onderlinge duels» 17:00 uur | Cyprus                                                          | 3 – 1 | Kazachstan          | Antonis Papadopoulosstadion, Larnaca Toeschouwers: 500 Scheidsrechter: Robert Harvey (IRL) |
| 22 maart Vriendschappelijk № 177 «onderlinge duels» 17:00 uur | Nestoras Mytidis 55' Fanos Katelaris 62' Demetris Christofi 67' |       | 29' Tanat Nuserbaev | Antonis Papadopoulosstadion, Larnaca Toeschouwers: 500 Scheidsrechter: Robert Harvey (IRL) |

|                                                                          |                                         |       |            | |
| 26 maart Kwalificatie WK 2018 Groep E № 178 «onderlinge duels» 20:00 uur | Armenië                                 | 2 – 0 | Kazachstan | Republikeins Stadion Vazgen Sargsian, Jerevan Toeschouwers: 12.000 Scheidsrechter: Aleksandar Stavrev (MKD) |
| 26 maart Kwalificatie WK 2018 Groep E № 178 «onderlinge duels» 20:00 uur | Henrich Mchitarjan 73' Aras Özbiliz 75' |       |            | Republikeins Stadion Vazgen Sargsian, Jerevan Toeschouwers: 12.000 Scheidsrechter: Aleksandar Stavrev (MKD) |

|                                                                         |                   |       |                                                                       |                                                                                          |
| 10 juni Kwalificatie WK 2018 Groep E № 179 «onderlinge duels» 20:45 uur | Kazachstan        | 1 – 3 | Denemarken                                                            | Centraal Stadion, Almaty Toeschouwers: 19.065 Scheidsrechter: Vladislav Bezborodov (RUS) |
| 10 juni Kwalificatie WK 2018 Groep E № 179 «onderlinge duels» 20:45 uur | Islambek Kuat 76' |       | 27' Nicolai Jørgensen 51' (pen.) Christian Eriksen 81' Kasper Dolberg | Centraal Stadion, Almaty Toeschouwers: 19.065 Scheidsrechter: Vladislav Bezborodov (RUS) |

|                                                                             |            |                                                     |            |                                                                                      |
| 1 september Kwalificatie WK 2018 Groep E № 180 «onderlinge duels» 20:45 uur | Kazachstan | 0 – 3                                               | Montenegro | Astana Arena, Astana Toeschouwers: 16.511 Scheidsrechter: Sébastien Delferière (BEL) |
| 1 september Kwalificatie WK 2018 Groep E № 180 «onderlinge duels» 20:45 uur |            | 31' Marko Vešović 53' Fatos Bećiraj 63' Marko Simić |            | Astana Arena, Astana Toeschouwers: 16.511 Scheidsrechter: Sébastien Delferière (BEL) |

|                                                                             |                                                                  |       |            |                                                                                         |
| 4 september Kwalificatie WK 2018 Groep E № 181 «onderlinge duels» 20:45 uur | Polen                                                            | 3 – 0 | Kazachstan | Nationaal Stadion, Warschau Toeschouwers: 56.963 Scheidsrechter: Andris Treimanis (LAT) |
| 4 september Kwalificatie WK 2018 Groep E № 181 «onderlinge duels» 20:45 uur | Arkadiusz Milik 11' Kamil Glik 74' Robert Lewandowski 86' (pen.) |       |            | Nationaal Stadion, Warschau Toeschouwers: 56.963 Scheidsrechter: Andris Treimanis (LAT) |

|                                                                           |                                                                         |       |                        |                                                                                      |
| 5 oktober Kwalificatie WK 2018 Groep E № 182 «onderlinge duels» 20:45 uur | Roemenië                                                                | 3 – 1 | Kazachstan             | Ilie Oanăstadion, Ploiești Toeschouwers: 11.000 Scheidsrechter: Sandro Schärer (SUI) |
| 5 oktober Kwalificatie WK 2018 Groep E № 182 «onderlinge duels» 20:45 uur | Constantin Budescu 33' Constantin Budescu 38' (pen.) Claudiu Keșerü 73' |       | 82' Bayurzhan Turysbek | Ilie Oanăstadion, Ploiești Toeschouwers: 11.000 Scheidsrechter: Sandro Schärer (SUI) |

|                                                                           |                        |       |                        |                                                                                |
| 8 oktober Kwalificatie WK 2018 Groep E № 183 «onderlinge duels» 18:00 uur | Kazachstan             | 1 – 1 | Armenië                | Astana Arena, Astana Toeschouwers: 12.150 Scheidsrechter: Alexandru Tean (MDA) |
| 8 oktober Kwalificatie WK 2018 Groep E № 183 «onderlinge duels» 18:00 uur | Bayurzhan Turysbek 61' |       | 26' Henrich Mchitarjan | Astana Arena, Astana Toeschouwers: 12.150 Scheidsrechter: Alexandru Tean (MDA) |

### 2018
|                                                               |                                      |       |                                                                        |                                                                                   |
| 23 maart Vriendschappelijk № 184 «onderlinge duels» 18:00 uur | Hongarije                            | 2 – 3 | Kazachstan                                                             | Groupama Arena, Boedapest Toeschouwers: 9.038 Scheidsrechter: Tomasz Musiał (POL) |
| 23 maart Vriendschappelijk № 184 «onderlinge duels» 18:00 uur | Ádám Szalai 21' Krisztián Németh 68' |       | 6' Roman Murtazayev 10' Baktiyor Zainutdinov 39' Yerkebulan Seidakhmet | Groupama Arena, Boedapest Toeschouwers: 9.038 Scheidsrechter: Tomasz Musiał (POL) |

|                                                               |                                               |       |                             |                                                                            |
| 26 maart Vriendschappelijk № 185 «onderlinge duels» 19:00 uur | Bulgarije                                     | 2 – 1 | Kazachstan                  | Pancho Aréna, Felcsút Toeschouwers: 100 Scheidsrechter: Tamás Bognár (HUN) |
| 26 maart Vriendschappelijk № 185 «onderlinge duels» 19:00 uur | Ivelin Popov 23' (pen.) Nikolaj Bodurov 90+4' |       | 55' Yerkebulan Tungyshbayev | Pancho Aréna, Felcsút Toeschouwers: 100 Scheidsrechter: Tamás Bognár (HUN) |

|                                                             |                                                                      |       |              |                                                                                |
| 5 juni Vriendschappelijk № 186 «onderlinge duels» 20:00 uur | Kazachstan                                                           | 3 – 0 | Azerbeidzjan | Astana Arena, Astana Toeschouwers: 22.500 Scheidsrechter: Alexandru Tean (MDA) |
| 5 juni Vriendschappelijk № 186 «onderlinge duels» 20:00 uur | Roman Murtazayev 12' Serikzhan Muzhikov 14' Baktiyor Zainutdinov 90' |       |              | Astana Arena, Astana Toeschouwers: 22.500 Scheidsrechter: Alexandru Tean (MDA) |

|                                                                             |            |                                                 |         |                                                                                  |
| 6 september UEFA Nations League Groep D1 № 187 «onderlinge duels» 18:00 uur | Kazachstan | 0 – 2                                           | Georgië | Astana Arena, Astana Toeschouwers: 28.736 Scheidsrechter: Halil Umut Meler (TUR) |
| 6 september UEFA Nations League Groep D1 № 187 «onderlinge duels» 18:00 uur |            | 69' Giorgi Tsjakvetadze 74' (e.d.) Sergej Malji |         | Astana Arena, Astana Toeschouwers: 28.736 Scheidsrechter: Halil Umut Meler (TUR) |

|                                                                              |                 |       |                      | |
| 10 september UEFA Nations League Groep D1 № 188 «onderlinge duels» 20:45 uur | Andorra         | 1 – 1 | Kazachstan           | Estadi Nacional, Andorra la Vella Toeschouwers: 1.235 Scheidsrechter: Vilhjálmur Alvar Þórarinsson (ISL) |
| 10 september UEFA Nations League Groep D1 № 188 «onderlinge duels» 20:45 uur | Jordi Aláez 86' |       | 68' Joeri Logvinenko | Estadi Nacional, Andorra la Vella Toeschouwers: 1.235 Scheidsrechter: Vilhjálmur Alvar Þórarinsson (ISL) |

|                                                                            |                       |       |                           |                                                                               |
| 13 oktober UEFA Nations League Groep D1 № 189 «onderlinge duels» 18:00 uur | Letland               | 1 – 1 | Kazachstan                | Daugavastadion, Riga Toeschouwers: 4.878 Scheidsrechter: Harald Lechner (AUT) |
| 13 oktober UEFA Nations League Groep D1 № 189 «onderlinge duels» 18:00 uur | Artūrs Karašausks 40' |       | 16' Bakitiar Zajnoetdinov | Daugavastadion, Riga Toeschouwers: 4.878 Scheidsrechter: Harald Lechner (AUT) |

|                                                                            |                                                                                                  |       |         |                                                                               |
| 16 oktober UEFA Nations League Groep D1 № 190 «onderlinge duels» 18:00 uur | Kazachstan                                                                                       | 4 – 0 | Andorra | Astana Arena, Astana Toeschouwers: 19.854 Scheidsrechter: Sergiej Bojko (UKR) |
| 16 oktober UEFA Nations League Groep D1 № 190 «onderlinge duels» 18:00 uur | Jerkeboelan Seidachmet 21' Bajoerzjan Toerysbek 39' Josep Gómes 61' (e.d.) Roman Moertazajev 74' |       |         | Astana Arena, Astana Toeschouwers: 19.854 Scheidsrechter: Sergiej Bojko (UKR) |

|                                                                             |                             |       |                   |                                                                           |
| 15 november UEFA Nations League Groep D1 № 191 «onderlinge duels» 18:00 uur | Kazachstan                  | 1 – 1 | Letland           | Astana Arena, Astana Toeschouwers: 21.463 Scheidsrechter: Jens Maae (DEN) |
| 15 november UEFA Nations League Groep D1 № 191 «onderlinge duels» 18:00 uur | Gafoerzjan Soejoembajev 37' |       | 49' Deniss Rakels | Astana Arena, Astana Toeschouwers: 21.463 Scheidsrechter: Jens Maae (DEN) |

|                                                                             |                                                 |       |                        |                                                                                           |
| 19 november UEFA Nations League Groep D1 № 192 «onderlinge duels» 18:00 uur | Georgië                                         | 2 – 1 | Kazachstan             | Boris Paitsjadzestadion, Tbilisi Toeschouwers: 46.686 Scheidsrechter: Tiago Martins (POR) |
| 19 november UEFA Nations League Groep D1 № 192 «onderlinge duels» 18:00 uur | Giorgi Merebasjvili 59' Giorgi Tsjakvetadze 84' |       | 90' Oralchan Omirtajev | Boris Paitsjadzestadion, Tbilisi Toeschouwers: 46.686 Scheidsrechter: Tiago Martins (POR) |

### 2019
|                                                                  |                        |       |          |                                                                                           |
| 21 februari Vriendschappelijk № 193 «onderlinge duels» 16:00 uur | Kazachstan             | 1 – 0 | Moldavië | Belek Futbol Sahası, Kumköy Toeschouwers: 500 Scheidsrechter: Manfredas Lukjančukas (LTU) |
| 21 februari Vriendschappelijk № 193 «onderlinge duels» 16:00 uur | Oralchan Omirtajev 61' |       |          | Belek Futbol Sahası, Kumköy Toeschouwers: 500 Scheidsrechter: Manfredas Lukjančukas (LTU) |

|                                                                     |                                                                 |       |           |                                                                                 |
| 21 maart EK-kwalificatie Groep I № 194 «onderlinge duels» 18:00 uur | Kazachstan                                                      | 3 – 0 | Schotland | Astana Arena, Astana Toeschouwers: 27.641 Scheidsrechter: Srđan Jovanović (SRB) |
| 21 maart EK-kwalificatie Groep I № 194 «onderlinge duels» 18:00 uur | Joeri Pertsoech 6' Jan Vorogovski 10' Baktijar Zainoetdinov 51' |       |           | Astana Arena, Astana Toeschouwers: 27.641 Scheidsrechter: Srđan Jovanović (SRB) |

|                                                                     |            |                                                                                            |         |                                                                                   |
| 24 maart EK-kwalificatie Groep I № 195 «onderlinge duels» 18:00 uur | Kazachstan | 0 – 4                                                                                      | Rusland | Astana Arena, Nur-Sultan Toeschouwers: 29.582 Scheidsrechter: Slavko Vinčić (SLO) |
| 24 maart EK-kwalificatie Groep I № 195 «onderlinge duels» 18:00 uur |            | 19' Denis Tsjerysjev 45+2' Denis Tsjerysjev 52' Artjom Dzjoeba 62' (e.d.) Abzal Bejsebekov |         | Astana Arena, Nur-Sultan Toeschouwers: 29.582 Scheidsrechter: Slavko Vinčić (SLO) |

|                                                                   |                                                          |       |            |                                                                                          |
| 8 juni EK-kwalificatie Groep I № 196 «onderlinge duels» 20:45 uur | België                                                   | 3 – 0 | Kazachstan | Koning Boudewijnstadion, Brussel Toeschouwers: 37.155 Scheidsrechter: Irfan Peljto (BIH) |
| 8 juni EK-kwalificatie Groep I № 196 «onderlinge duels» 20:45 uur | Dries Mertens 11' Timothy Castagne 14' Romelu Lukaku 50' |       |            | Koning Boudewijnstadion, Brussel Toeschouwers: 37.155 Scheidsrechter: Irfan Peljto (BIH) |

|                                                                    |                                                                                            |       |            |                                                                                        |
| 11 juni EK-kwalificatie Groep I № 197 «onderlinge duels» 16:00 uur | Kazachstan                                                                                 | 4 – 0 | San Marino | Astana Arena, Nur-Sultan Toeschouwers: 18.652 Scheidsrechter: Bartosz Frankowski (POL) |
| 11 juni EK-kwalificatie Groep I № 197 «onderlinge duels» 16:00 uur | Islambek Koeat 45+1' Maksim Fedin 62' Gafoerzjan Soejoembajev 65' Baoejrzjan Islamchan 79' |       |            | Astana Arena, Nur-Sultan Toeschouwers: 18.652 Scheidsrechter: Bartosz Frankowski (POL) |

|                                                                        |                     |       |                       |                                                                                   |
| 6 september EK-kwalificatie Groep I № 198 «onderlinge duels» 18:00 uur | Cyprus              | 1 – 1 | Kazachstan            | GSP-stadion, Nicosia Toeschouwers: 5.639 Scheidsrechter: Mattias Gestranius (FIN) |
| 6 september EK-kwalificatie Groep I № 198 «onderlinge duels» 18:00 uur | Pieros Sotiriou 39' |       | 2' Aleksej Sjtsjetkin | GSP-stadion, Nicosia Toeschouwers: 5.639 Scheidsrechter: Mattias Gestranius (FIN) |

|                                                                        |                     |       |            |                                                                                              |
| 9 september EK-kwalificatie Groep I № 199 «onderlinge duels» 20:45 uur | Rusland             | 1 – 0 | Kazachstan | Stadion Kaliningrad, Kaliningrad Toeschouwers: 31.818 Scheidsrechter: Nikola Dabanović (MNE) |
| 9 september EK-kwalificatie Groep I № 199 «onderlinge duels» 20:45 uur | Mário Fernandes 89' |       |            | Stadion Kaliningrad, Kaliningrad Toeschouwers: 31.818 Scheidsrechter: Nikola Dabanović (MNE) |

|                                                                       |                       |       |                                          |                                                                                  |
| 10 oktober EK-kwalificatie Groep I № 200 «onderlinge duels» 18:00 uur | Kazachstan            | 1 – 2 | Cyprus                                   | Astana Arena, Nur-Sultan Toeschouwers: 11.769 Scheidsrechter: Craig Pawson (ENG) |
| 10 oktober EK-kwalificatie Groep I № 200 «onderlinge duels» 18:00 uur | Temirlan Jerlanov 34' |       | 73' Pieros Sotiriou 84' Nicholas Giannou | Astana Arena, Nur-Sultan Toeschouwers: 11.769 Scheidsrechter: Craig Pawson (ENG) |

|                                                                       |            |                                        |        |                                                                                       |
| 13 oktober EK-kwalificatie Groep I № 201 «onderlinge duels» 15:00 uur | Kazachstan | 0 – 2                                  | België | Astana Arena, Nur-Sultan Toeschouwers: 26.801 Scheidsrechter: Gediminas Mažeika (LTU) |
| 13 oktober EK-kwalificatie Groep I № 201 «onderlinge duels» 15:00 uur |            | 21' Michy Batshuayi 53' Thomas Meunier |        | Astana Arena, Nur-Sultan Toeschouwers: 26.801 Scheidsrechter: Gediminas Mažeika (LTU) |

|                                                                        |                     |       |                                                                            |                                                                                   |
| 16 november EK-kwalificatie Groep I № 202 «onderlinge duels» 18:00 uur | San Marino          | 1 – 3 | Kazachstan                                                                 | Stadio Olimpico, Serravalle Toeschouwers: 643 Scheidsrechter: Ali Palabıyık (TUR) |
| 16 november EK-kwalificatie Groep I № 202 «onderlinge duels» 18:00 uur | Filippo Berardi 77' |       | 6' Baktijar Zainutdinov 23' Gafoerzjan Soejoembajev 27' Aleksej Sjtsjetkin | Stadio Olimpico, Serravalle Toeschouwers: 643 Scheidsrechter: Ali Palabıyık (TUR) |

|                                                                        |                                                       |       |                          |                                                                              |
| 19 november EK-kwalificatie Groep I № 203 «onderlinge duels» 20:45 uur | Schotland                                             | 3 – 1 | Kazachstan               | Hampden Park, Glasgow Toeschouwers: 19.515 Scheidsrechter: Bas Nijhuis (SCO) |
| 19 november EK-kwalificatie Groep I № 203 «onderlinge duels» 20:45 uur | John McGinn 48' Steven Naismith 64' John McGinn 90+1' |       | 34' Baktijar Zainutdinov | Hampden Park, Glasgow Toeschouwers: 19.515 Scheidsrechter: Bas Nijhuis (SCO) |

KFF · A-internationals · Bondscoaches · Statistieken · Kazachs vrouwenelftal · Olympisch elftal · Kazachstan U21 · Kazachstan U20 · Kazachstan U19 · Kazachstan U18 · Kazachstan U17
1992 – 1999 · 2000 – 2009 · 2010 – 2019 · 2020 – 2029
1992 · 1993 · 1994 · 1995 · 1996 · 1997 · 1998 · 1999 · 2000 · 2001 · 2002 · 2003 · 2004 · 2005 · 2006 · 2007 · 2008 · 2009 · 2010 · 2011 · 2012 · 2013 · 2014 · 2015 · 2016 · 2017 · 2018 · 2019 · 2020 · 2021 · 2022 · 2023 ·
2024 · 2025
Albanië ·
Andorra ·
Armenië ·
Azerbeidzjan ·
Bahrein ·
België ·
Bosnië en Herzegovina ·
Bulgarije ·
Burkina Faso ·
China ·
Curaçao ·
Cyprus ·
Denemarken ·
Duitsland ·
Engeland ·
Estland ·
Faeröer ·
Finland ·
Frankrijk ·
Georgië ·
Griekenland ·
Hongarije · 
Ierland ·
IJsland ·
Irak ·
Iran ·
Japan ·
Jordanië ·
Kirgizië ·
Koeweit ·
Kroatië ·
Laos ·
Letland ·
Libanon ·
Libië ·
Liechtenstein ·
Litouwen ·
Litouwen ·
Luxemburg ·
Malta ·
Moldavië ·
Montenegro ·
Nederland ·
Nepal ·
Noord-Ierland ·
Noord-Korea ·
Noord-Macedonië ·
Noorwegen ·
Oekraïne ·
Oezbekistan ·
Oman ·
Oostenrijk ·
Pakistan ·
Palestina ·
Polen ·
Portugal ·
Qatar ·
Roemenië ·  
Rusland ·
San Marino ·
Saoedi-Arabië ·
Schotland ·
Servië ·
Singapore ·
Slovenië ·
Slowakije ·
Syrië ·
Tadzjikistan ·
Thailand ·
Tsjechië ·
Turkmenistan ·
Turkije ·
Verenigde Arabische Emiraten ·
Vietnam ·
Wales ·
Wit-Rusland ·
Zuid-Korea ·
Zweden
AFC-zone: Afghanistan · Australië · Bahrein · Bangladesh · Bhutan · Brunei · Cambodja · China · Chinees Taipei · Filipijnen · Guam · Hongkong · India · Indonesië · Iran · Irak · Japan · Jemen · Jordanië · Koeweit · Kirgizië · Laos · Libanon · Macau · Maleisië · Maldiven · Mongolië · Myanmar · Nepal · Noord-Korea · Oezbekistan · Oman · Oost-Timor · Pakistan · Palestina · Qatar · Saoedi-Arabië · Singapore · Sri Lanka · Syrië · Tadjikistan · Thailand · Turkmenistan · Verenigde Arabische Emiraten · Vietnam · Zuid-Korea

CAF-zone: Algerije · Angola · Benin · Botswana · Burkina Faso · Burundi · Centraal-Afrikaanse Republiek · Comoren · Congo-Brazzaville · Congo-Kinshasa · Djibouti · Egypte · Equatoriaal-Guinea · Eritrea · Ethiopië · Gabon · Gambia · Ghana · Guinee · Guinee-Bissau · Ivoorkust · Kaapverdië · Kameroen · Kenia · Lesotho · Liberia · Libië · Madagaskar · Malawi · Mali · Mauritanië · Mauritius · Marokko · Mozambique · Namibië · Niger · Nigeria · Oeganda · Rwanda · Sao Tomé en Principe · Senegal · Seychellen · Sierra Leone · Soedan · Somalië · Swaziland · Tanzania · Togo · Tsjaad · Tunesië · Zambia · Zimbabwe · Zuid-Afrika · Zuid-Soedan 

CONCACAF-zone: Amerikaanse Maagdeneilanden · Anguilla · Antigua en Barbuda · Aruba · Bahama's · Barbados · Belize · Bermuda · Britse Maagdeneilanden · Canada · Kaaimaneilanden · Costa Rica · Cuba · Curaçao · Dominica · Dominicaanse Republiek · El Salvador · Frans Guyana · Grenada · Guadeloupe · Guatemala · Guyana · Haïti · Honduras · Jamaica · Martinique · Mexico · Montserrat · 
Nicaragua · Panama · Puerto Rico · Saint Kitts en Nevis · Saint Lucia · Saint Vincent en de Grenadines · Sint Maarten · Suriname · Trinidad en Tobago · Turks- en Caicoseilanden · Verenigde Staten

CONMEBOL-zone: Argentinië · Bolivia · Brazilië · Chili · Colombia · Ecuador · Paraguay · Peru · Uruguay · Venezuela

OFC-zone: Amerikaans-Samoa · Cookeilanden · Fiji · Nieuw-Caledonië · Nieuw-Zeeland · Papoea-Nieuw-Guinea · Samoa · Salomoneilanden · Tahiti · Tonga · Vanuatu

UEFA-zone: Albanië · Andorra · Armenië · Azerbeidzjan · België · Bosnië en Herzegovina · Bulgarije · Cyprus · Denemarken · Duitsland · Engeland · Estland · Faeröer · Finland · Frankrijk · Georgië · Gibraltar · Griekenland · Hongarije · IJsland · Ierland · Israël · Italië · Kazachstan · Kosovo · Kroatië · Letland · Liechtenstein · Litouwen · Luxemburg · Macedonië · Malta · Moldavië · Montenegro · Nederland · Noord-Ierland · Noorwegen · Oekraïne · Oostenrijk · Polen · Portugal · Roemenië · Rusland · San Marino · Schotland · Servië · Slovenië · Slowakije · Spanje · Tsjechië · Turkije · Wales · Wit-Rusland · Zweden · Zwitserland